# مصفوفة بولينية
في الرياضيات، المصفوفة المنطقية هي مصفوفة تحتوي على مدخلات من جبر منطقي. عندما تحتوي جبر Boolean على عنصرين فقط {0,1} تسمى مصفوفة Boolean بمصفوفة منطقية.
اجعل U عبارة عن جبر منطقي به عنصرين على الأقل. يتم التعبير عن التقاطع والتوحيد والتكامل واحتواء العناصر في U. دعونا V يكون جمع ن × المصفوفات ن التي تحتوي على إدخالات مأخوذة من U. يتم الحصول على استكمال هذه المصفوفة من خلال استكمال كل عنصر. يتم الحصول على تقاطع أو اتحاد اثنين من هذه المصفوفات من خلال تطبيق العملية على إدخالات كل زوج من العناصر للحصول على تقاطع المصفوفة أو الاتحاد. يتم احتواء مصفوفة في أخرى إذا كان كل إدخال الأول موجودًا في الإدخال المقابل من الثاني.
يتم التعبير عن نتاج مصففتين منطقيتين على النحو التالي:
تتالف المعادلة من جزئي تقاطع واتحاد:
{\displaystyle (AB)_{ij}=\bigcup _{k=1}^{n}(A_{ik}\cap B_{kj}).}
تبعا لاحد المؤلفين المصفوفات التي تندرج تحت اسم المصفوفه المنطقية تحقق جميع الخصائص ل
{β0= {0, 1 والسبب هو أن أي جبر منطقي هو جبر شبه منطقي ل {\displaystyle \beta _{0}^{S}} لبعض قيم S, ولدينا أيضا مصفوفات بحجم n × n تنطوي تحت {\displaystyle \beta _{0}^{S}\ {\text{to}}\ \beta _{n}^{S}.}"